# Al-Mahsana (Dżarabulus)
Al-Mahsana (arab. المحسنة) – wieś w Syrii, w muhafazie Aleppo, w dystrykcie Dżarabulus. W 2004 roku liczyła 807 mieszkańców.